# Jaden Smith
Jaden Christopher Syre Smith (sinh ngày 8 tháng 7 năm 1998), là một diễn viên, ca sĩ nhạc rap và vũ công người Mỹ. Anh là con trai của Will Smith và Jada Pinkett Smith, anh trai của ca sĩ Willow Smith. Vai diễn đầu tiên của anh là trong bộ phim năm 2006 The Pursuit of Happyness với cha mình. Anh đã xuất hiện trong phiên bản phim làm lại của The Day the Earth Stood Still và The Karate Kid, cũng như phim "After Earth" với cha mình vào năm 2013.

## Thời thơ ấu
Jaden Smith sinh ngày 8 tháng 7 năm 1998 tại Malibu, California. Anh là con trai của diễn viên Will Smith và Jada Pinkett Smith. Smith có một anh trai cùng cha khác mẹ, Trey Smith (sinh năm 1992), và một em gái - Willow Smith (sinh năm 2000).
Smith và anh chị em của mình là đại sứ thanh niên cho Dự án Zambi, cung cấp hỗ trợ kết hợp với Hasbro cho trẻ em mồ côi Zambia bị AIDS.

## Sự nghiệp
Smith thực hiện vai trò ra mắt chính thức của mình trong bộ phim năm 2006:The Pursuit of Happyness như Christopher, con trai của Chris Gardner, nhân vật của Will Smith. Đối với vai trò của mình, Smith đã giành được giải thưởng cho hiệu suất đột phá tại MTV Movie Awards 2007. Tại lễ trao giải Oscar lần thứ 79, Smith trao giải thưởng cho các hoạt hình ngắn hay nhất và Best Live Action ngắn, cùng với diễn xuất ứng cử viên Abigail Breslin. Smith tiếp theo xuất hiện trong vai Jacob trong 2008 Scott Derrickson bộ phim khoa học viễn tưởng, Ngày Trái Đất Ngừng Quay (The Day The Earth Stood Still), một phim làm lại của năm 1951 cổ điển cùng tên.
Trong năm 2010, cùng với Jackie Chan, Smith đóng vai chính trong The Karate Kid, một phiên bản làm lại của bộ phim năm 1984. Trong tháng 5 năm 2013, Will Smith và Jaden đóng vai chính cùng nhau, chơi cha và con trai, trong khi Trái đất. Trong năm 2014, nó đã được thông báo rằng Smith sẽ trở lại trong phần tiếp theo của Karate Kid 2 với Jackie Chan. Bộ phim sẽ được đạo diễn Harald Zwart, được sản xuất bởi James Lassiter và Will Smith và được viết bởi Zak Penn. Bộ phim sẽ được phát hành vào năm 2015.
Smith rap cùng với ca sĩ người Canada Justin Bieber trong ca khúc " Never Say Never." Vào ngày 01 Tháng Mười năm 2012, Jaden phát hành mixtape đầu tiên của mình, The Cool Cafe.
Smith bắt đầu thương hiệu quần áo / lối sống của riêng mình tên MSFTSrep. Bộ quần áo từ hoodies và T-shirts để quần tây và áo khoác. Trong tháng 5 năm 2013 Smith đã hợp tác với một nhà thiết kế Hàn Quốc, Choi Bum Suk, để tạo ra một cửa sổ pop-up trong đó khách hàng có thể mua quần áo với logo cộng tác của họ.
Vào tháng 4 năm 2014, Smith đã được cast trong phim The Good Chúa Bird, mà là dựa trên 2013 cuốn tiểu thuyết cùng tên của James McBride. Smith đóng vai Henry Shackleford, một nô lệ trẻ sống ở Kansas Territory vào năm 1857, người đã gặp bãi nô John Brown. 

## Đời tư
Smith là trong mối quan hệ với Stella Hudgens, em gái của nữ diễn viên và ca sĩ Vanessa Hudgens, và cô được cho là đang đề cập đến trong bài hát "Starry Room".
Cha của Smith, Will, tiết lộ rằng con trai ông đã tìm một sự giải phóng cầm quyền, với sự đồng ý của cha mẹ, như một món quà sinh nhật thứ mười lăm. Sẽ tiết lộ với giới truyền thông rằng động lực chính của Smith là việc thành lập nơi cư trú của mình và cũng giải thích rằng con mình không phải chịu nghiêm ngặt nuôi dạy con ứng xử:. "Chúng tôi thường không tin vào sự trừng phạt từ thời điểm Jaden là năm, sáu, chúng tôi sẽ ngồi thẳng xuống, và tất cả các anh đã làm là có thể giải thích tại sao những gì ông ấy đã làm điều đúng đắn cho cuộc đời mình." Tuy nhiên, Smith và cha của ông xuất hiện cùng nhau trên The Ellen DeGeneres Show vào ngày 15 tháng 5 năm 2013, và Smith cho biết:
Một báo cáo phương tiện truyền thông Tháng 11 năm 2013 chỉ ra rằng Smith đã hẹn hò với thực tế nhân vật truyền hình và người mẫu Kylie Jenner. Jenner đã viết trong phương tiện truyền thông xã hội vào tháng 7 năm 2013, "Mặc dù chúng tôi không thể nhớ chính xác khi nào chúng tôi gặp nhau, tôi không thể biết ơn hơn là chúng tôi đã làm."